# Бийе, Алексис
Алексис Бийе (фр. Alexis Billiet; 28 февраля 1783, Ле-Шапель, королевство Сардиния — 30 апреля 1873, Шамбери, Франция) — французский кардинал. Епископ Сен-Жан-де-Морьена с 19 декабря 1825 по 27 апреля 1840. Архиепископ Шамбери с 27 апреля 1840 по 30 апреля 1873. Кардинал-священник с 27 сентября 1861, с титулом церкви Святых Вонифатия и Алексия с 25 сентября 1862.